# ホフマン電量計

ホフマンボルタメーターの模式図。水の電気分解により、酸素と水素が上部に溜まっていく。

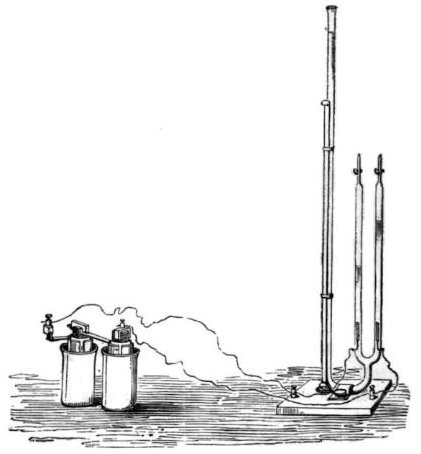
1866年のホフマンの自著に掲載されたホフマン電流計の図。

ホフマン電量計（ホフマンでんりょうけい、Hofmann voltameter）は、水の電気分解を利用して、電気量を測定するための装置。アウグスト・ヴィルヘルム・フォン・ホフマンによって発明された。
3本のガラス管を立てて並べ、下端を互いに接続させた構造をもつ。3本中、1本のガラス管はやや長く、上端が開いている。他の 2本の上端にはコックが取り付けられており、下に白金の電極が入れられている。
使用する際には、まず長いガラス管に希硫酸などの電解質水溶液を注ぎ、他 2 本のガラス管の上端まで電解質水溶液を満たしてから、コックを閉じる。白金電極間に電気を流すと水の電気分解が起こり、カソード（陰極）からは水素が、アノード（陽極）からは酸素がそれぞれが発生し、ガラス管の上端にたまっていく。ファラデーの電気分解の法則により、発生した気体の量から電極間に流れた電気量が求められる。
今日では、電気量を測定する電気回路が発展したため、化学反応を利用する電量計は教育用などを除きほとんど利用されていない。